# Horta
Horta ('ɔɾtɐ) è un comune portoghese di 15 038 abitanti (2011) situato nella regione autonoma delle Azzorre: il comune è situato nell'isola di Faial e comprende l'intero territorio dell'isola.
La città ospita un campus dell'università delle Azzorre.

## Società

### Evoluzione demografica
| Popolazione di Horta (1849 – 2004) | Popolazione di Horta (1849 – 2004) | Popolazione di Horta (1849 – 2004) | Popolazione di Horta (1849 – 2004) | Popolazione di Horta (1849 – 2004) | Popolazione di Horta (1849 – 2004) | Popolazione di Horta (1849 – 2004) | Popolazione di Horta (1849 – 2004) | Popolazione di Horta (1849 – 2004) |
| ---------------------------------- | ---------------------------------- | ---------------------------------- | ---------------------------------- | ---------------------------------- | ---------------------------------- | ---------------------------------- | ---------------------------------- | ---------------------------------- |
| 1849                               | 1900                               | 1930                               | 1960                               | 1981                               | 1991                               | 2001                               | 2004                               | 2011                               |
| 24.763                             | 22.075                             | 21.510                             | 20.281                             | 15.489                             | 14.920                             | 15.063                             | 15.224                             | 15.038                             |

## Geografia antropica

### Freguesias
- Angústias (Horta)
- Capelo
- Castelo Branco
- Cedros
- Conceição (Horta)
- Feteira
- Flamengos
- Matriz (Horta)
- Pedro Miguel
- Praia do Almoxarife
- Praia do Norte
- Ribeirinha
- Salão

## Letteratura
Le isole Azzorre sono lo scenario di un romanzo di Antonio Tabucchi, lo scrittore italiano legato da un amore viscerale al Portogallo e maggiore conoscitore, critico e traduttore dell’opera dello scrittore Fernando Pessoa. Proprio a Horta, Tabucchi ha ambientato il romanzo Donna di Porto Pim.

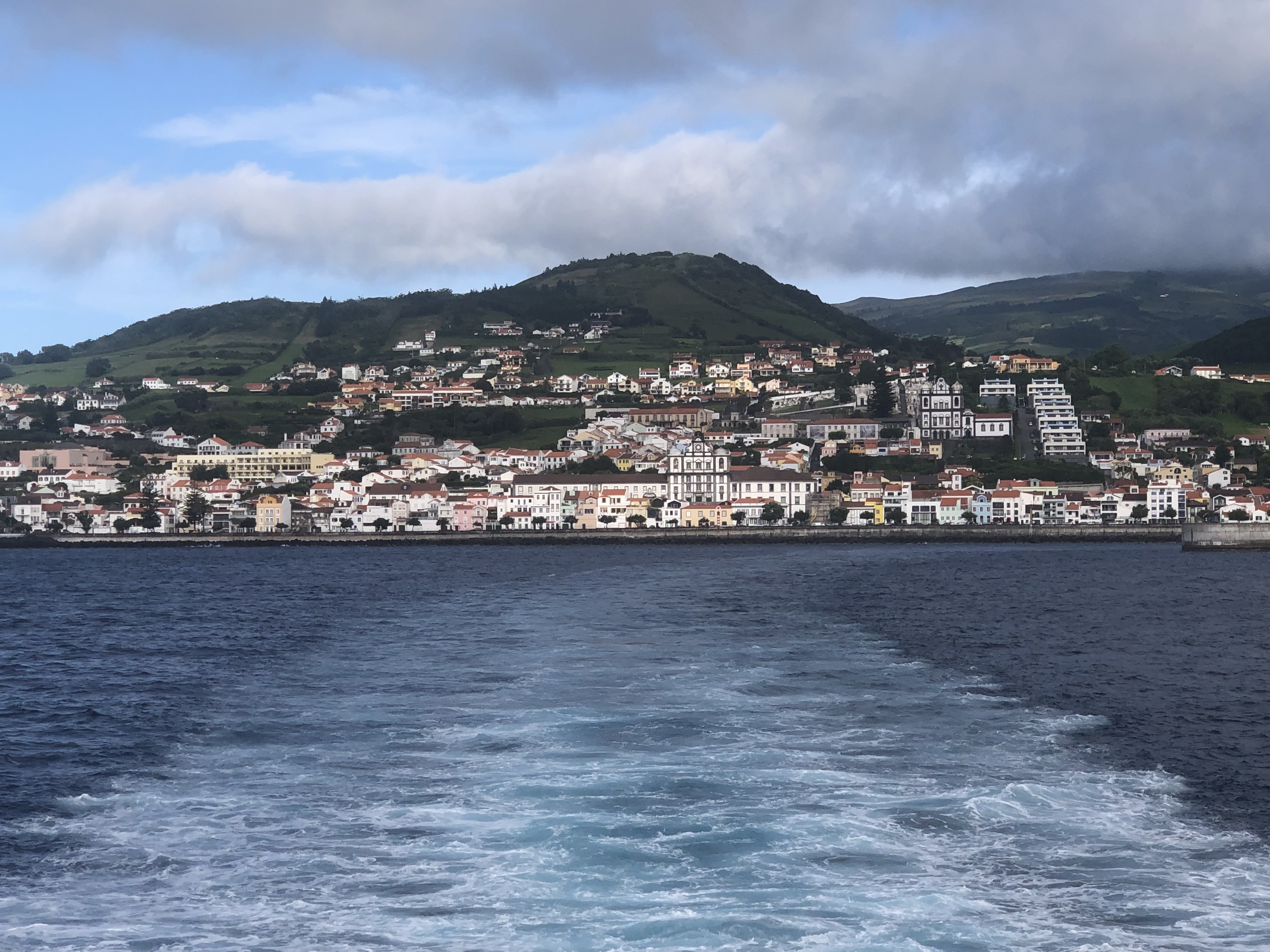
Horta fotografata dal mare.